# ニッコウトラベル
株式会社ニッコウトラベルは、かつて存在した日本の旅行会社。三越伊勢丹ホールディングス傘下で、本社は東京都中央区にあった。熟年向け海外パッケージ旅行の企画販売を行っており、顧客の8割は60歳以上であった。

## 沿革
- 1976年 - 設立。
- 1999年 - 日本証券業協会に株式店頭公開。
- 2000年 - 東京証券取引所2部に上場する。
- 2017年
  - 3月 - 三越伊勢丹ホールディングスが株式公開買付けを行い、議決権所有割合ベースで91.22%の株式を取得。親会社となる。
  - 5月 - 株式売渡請求により、三越伊勢丹ホールディングスの完全子会社となる。東京証券取引所2部上場廃止[1][2]。
- 2019年4月1日 - 三越伊勢丹旅行へ吸収合併され解散。合併後の社名は「三越伊勢丹ニッコウトラベル」となった[3]。